# وادي العوجا

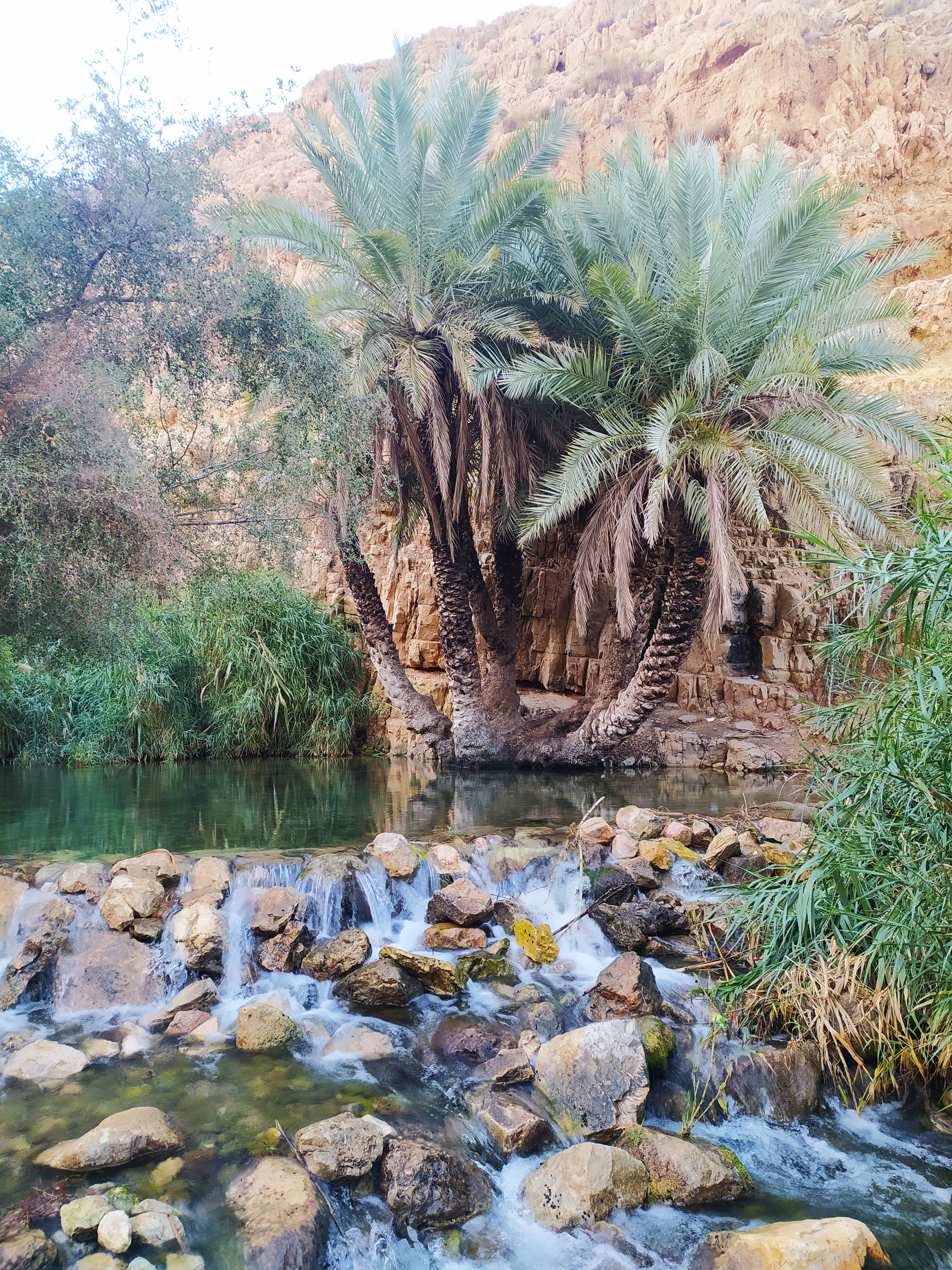
منظر من وادي العوجا، 2021

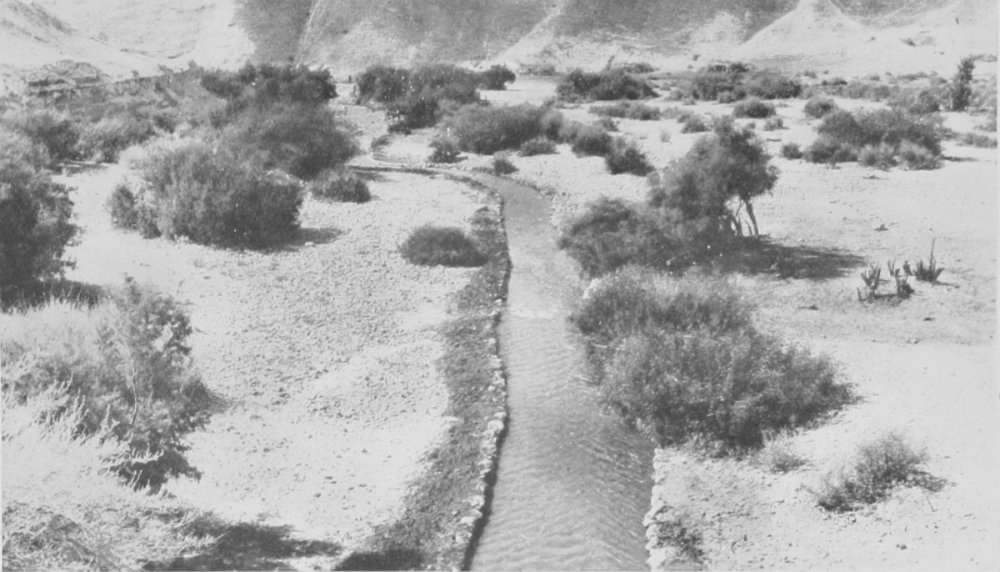
وادي العوجا، 1919

وادي العوجا، هو وادي يقع في الضفة الغربية، ينبع بالقرب من عين سامية ويتدفق إلى العوجا بالقرب من أريحا قبل أن يصب في نهر الأردن.

## اسمه
«العوجا» تعني «المتعرج». لا ينبغي الخلط بينه وبين النهر الآخر الذي يسمى بالعربية بنفس الاسم، نهر العوجا، والمعروف باسمه الكتابي باسم نهر ياركون. خلال الحرب العالمية الأولى، أدت هذه المصادفة إلى مصطلح «خط العوجاس» في إشارة إلى خط استراتيجي يربط بين وديان النهر.

## جغرافية المنطقة

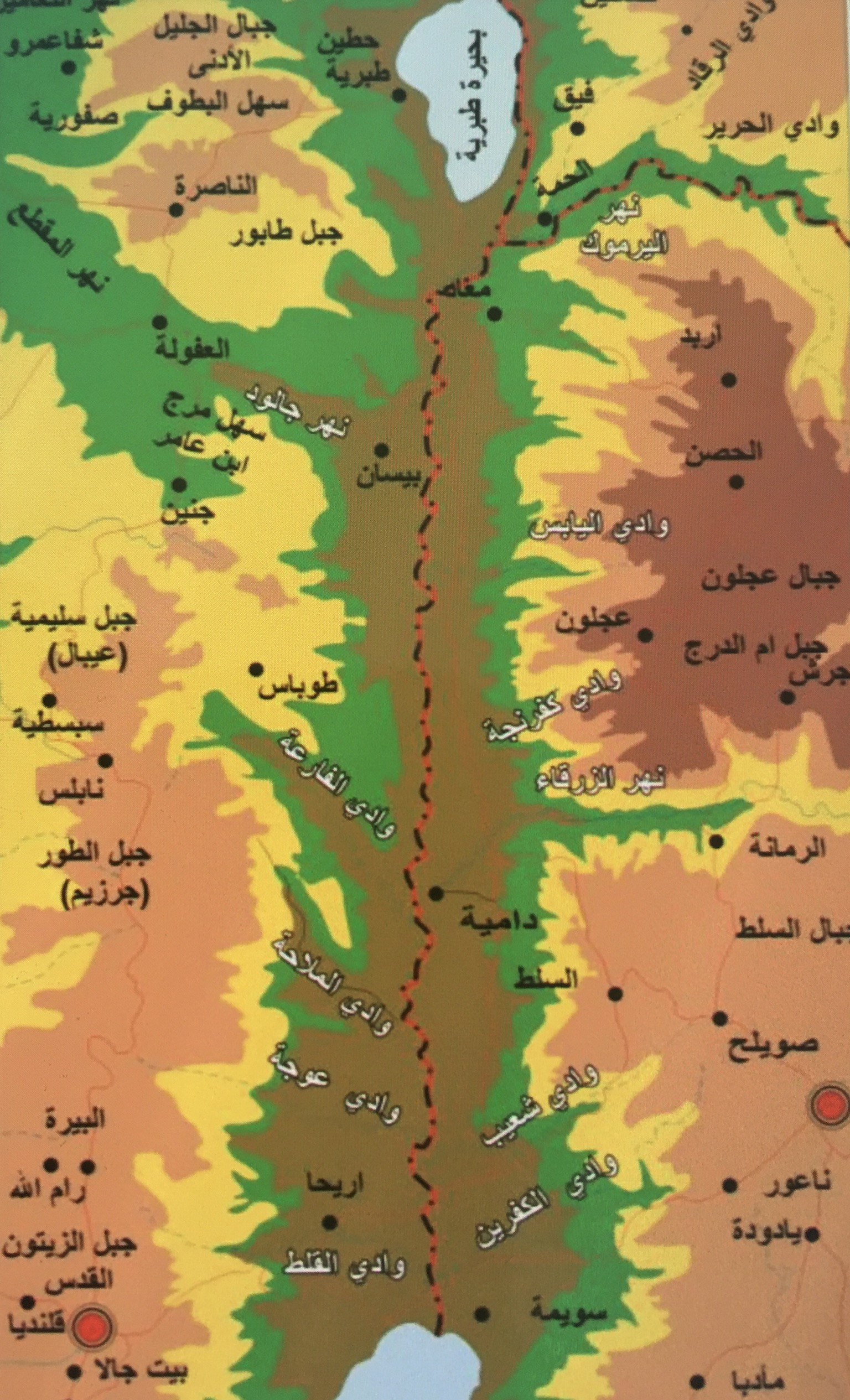
وادي العوجا وأودية نهر الشريعة

وادي العوجا هو ممر عميق يمتد تاريخياً من نبع عين سامية إلى نبع العوجا، قبل أن يصب في نهر الأردن. تمَّ تحويل مياه عين سامية إلى رام الله؛ لتوفير المياه، على بعد حوالي 20 كم، مما يوفر حوالي 30 ٪ من احتياجات المدينة. ينتج وادي العوجا ما يقدر بنحو 9 ملايين متر مكعب من المياه سنويً، مما يجعله واحة صغيرة تجذب الآلاف من السياح سنويًا، بالإضافة إلى توفيرها المياه لمزارعي قرية العوجة.

## تاريخ المنطقة
سيطر الاحتلال الصهيوني المنطقة عام 1967.
اليوم، وادي عوجة مزار يزوره المتجولون الفلسطينيون. وهو وادي هادئ وأكثر عزلة من طرق المشي الشهيرة مثل وادي القلط.